# Le Château de cartes (film)
Pour les articles homonymes, voir Le Château de cartes (homonymie) et House of Cards.
Pour plus de détails, voir Fiche technique et Distribution.
Le Château de cartes (House of Cards) est un film américain réalisé par Michael Lessac, sorti en 1993.

## Synopsis
Une veuve essaie de s'occuper de sa fille dont le comportement a été troublé par la mort de son père.

## Fiche technique
- Titre français : Le Château de cartes
- Titre original : House of Cards
- Titre italien : La voce del silenzio
- Réalisation : Michael Lessac
- Scénario : Michael Lessac et Robert Jay Litz
- Musique : James Horner
- Photographie : Victor Hammer
- Montage : Walter Murch
- Production : Wolfgang Glattes, Lianne Halfon et Dale Pollock
- Société de production : A&M Films et Penta Pictures
- Société de distribution : Miramax (États-Unis)
- Pays de production :  États-Unis et  Italie
- Genre : Drame
- Durée : 109 minutes
- Date de sortie : 
  - États-Unis : 25 juin 1993

## Distribution
- Kathleen Turner : Ruth Matthews
- Tommy Lee Jones : Jake Beerlander
- Asha Menina : Sally Matthews
- Shiloh Strong : Michael Matthews
- Esther Rolle : Adelle
- Park Overall : Lillian Huber
- Michael Horse : Stoker
- Anne Pitoniak : le juge
- Joaquín Martínez : Selord
- Jacqueline Cassell : Gloria Miller
- John Henderson : Bart Huber
- Craig Fuller : Ray Huber
- Rick Marshall : Frank Stearson
- Reuben Valiquette Murray : Reuben
- Emily Russell : Emily
- Joseph Michael Sipe Jr. : Joey Miller
- Yvette Thor : Melissa
- Samuel David Miller : Samuel
- Michael McDaniel : Michael
- Robert W. Lyon : Robert
- Luchera Huntley : Luchera
- Issac J. Banks : Isaac
- Eric Coble : Eric

## Accueil
Le film a reçu la note de 2/5 sur AllMovie.